# Laurent Brethome
 (mars 2022).
Si vous disposez d'ouvrages ou d'articles de référence ou si vous connaissez des sites web de qualité traitant du thème abordé ici, merci de compléter l'article en donnant les références utiles à sa vérifiabilité et en les liant à la section « Notes et références ».
Laurent Brethome, né le 15 juillet 1979, est un comédien, metteur en scène français. D’abord formé aux Conservatoires de La Roche-sur-Yon et de Grenoble, il est diplômé de l’École de la Comédie de Saint-Étienne. Il est depuis 2008 le directeur artistique de la compagnie Le Menteur volontaire.

## Biographie

### Formation
Après avoir été diplômé de l'ENMDAD de La Roche-sur-Yon puis du CNR de Grenoble, Laurent Brethome intègre L’École Supérieure de la Comédie de Saint-Étienne dont il sort en juin 2003.
Durant ses années de formation, il a notamment travaillé sous la direction de Philippe Sire, Stéphane Auvray-Nauroy, Laurent Gutmann, Claude Yersin, Laurent Pelly, Michel Fau, Madeleine Marion, Stuart Seide, Yves Beaunesne et Odile Duboc.

### Comédien
Il a ensuite travaillé en tant que comédien sous la direction de Jean-Claude Berutti, François Rancillac, Alain Sabaud, Jean-François Le Garrec et Philippe Sire.
Il joue notamment dans deux productions du CDN de Saint-Étienne : Kroum l’Ectoplasme, mis en scène par François Rancillac puis La Cantatrice chauve mis en scène par Jean-Claude Berutti. Il est alors aussi assistant metteur en scène auprès de François Rancillac pour deux créations : Kroum l’Ectoplasme de Hanokh Levin et Projection Privée de Rémi De Vos, créé à la Comédie de Béthune.

### Metteur en scène
Entre 2003 et 2007, Laurent Brethome a beaucoup travaillé sur l'œuvre de Georges Feydeau, Hanoch Levin et d'Anton Tchekhov, en s'interrogeant sur la notion du couple dans l'écriture dramatique. 2007 marque un tournant dans sa carrière, il crée alors Popper de Hanoch Levin à la Comédie de Valence.
En 2008, il devient directeur artistique de la compagnie Le Menteur volontaire, créée en 1993 avec comme objectif la diffusion auprès du grand public de grandes pièces du répertoire et la découverte de textes d'auteurs et d'autrices contemporain.nes. La compagnie est actuellement conventionnée avec la DRAC Pays de la Loire, la région Pays de la Loire, le Département de la Vendée et la ville de La Roche-sur-Yon.
En 2010, il monte Les Souffrances de Job de Hanoch Levin, coproduit par la Comédie de Saint-Étienne. Ce spectacle recevra la même année le prix du public du Festival Impatience. Il sera repris au théâtre Cameri de Tel Aviv en 2011,, puis à l’Odéon-Théâtre de l’Europe en 2012. Ce spectacle fait l’objet d’un épisode dans Vies de Job de Pierre Assouline. Laurent Brethome a également participé à l’ouvrage dirigé par Nurit Yaari sur l’œuvre de  Hanoch Levin.
En 2010, il dirige Yannick Jaulin dans Le Dodo au Théâtre du Rond-Point.
En 2013, il met en scène L'Orfeo de Claudio Monteverdi dirigé par le chef Leonardo García Alarcón pour l’Académie Baroque Européenne d’Ambronay. Cette même année, Philippe Minyana, à partir de son texte Pièces, lui écrit TAC qu’il crée en janvier.
En 2014, Laurent Brethome met en scène Les Fourberies de Scapin avec Jérémy Lopez, pensionnaire de la Comédie-Française, dans le rôle-titre, qui sera repris en 2015 par Antoine Herniotte.
En 2015, il met en scène Riquet, d'Antoine Herniotte, libre adaptation de Riquet à la houppe, de Charles Perrault. La pièce sera reprise au Festival IN d'Avignon la même année et, entre autres, au Théâtre de la Cité TNT, CDN de Toulouse l'année suivante.

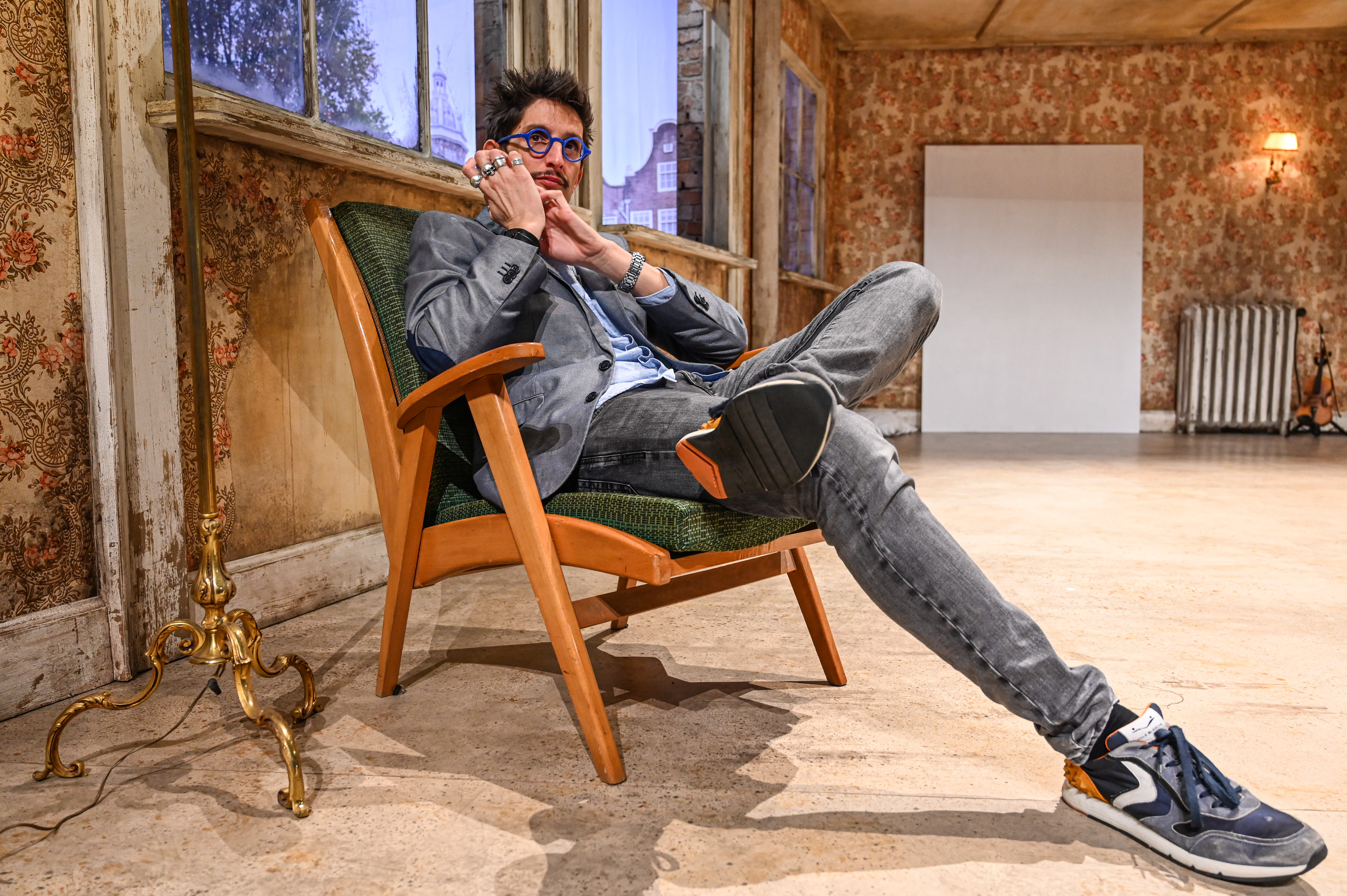
Laurent Brethome dans le décor d'Amsterdam, 2022.

En 2020, une collaboration s'installe entre Laurent Brethome et Le Quai - CDN d'Angers dont Thomas Jolly a récemment pris la direction. Le Quai co-produit le spectacle Une Laborieuse entreprise d'Hanokh Levin, joué en décentralisation dans un contexte post-pandémie. Le CDN produit la prochaine création de Laurent Brethome : Amsterdam de Maya Arad Yasur. 
En 2022, Laurent Brethome crée le festival Nuits Menteuses à La Roche-sur-Yon, espace de croisements entre le théâtre amateur, le théâtre professionnel et les élèves acteurs et actrices.

## Comédien
- 2002 : Un cœur faible d’après Fédor Dostoïevski, mise en scène Philippe Sire
- 2003 : Kroum l’Ectoplasme de Hanoch Levin, mise en scène François Rancillac (également assistant metteur en scène), CDN de Saint Étienne
- 2003 : Ubu roi d’Alfred Jarry, mise en scène Yves Beaunesne
- 2004 : La Cantatrice chauve de Eugène Ionesco, mise en scène de Jean-Claude Berutti (également assistant metteur en scène), CDN de Saint Étienne
- 2005 : Pluie de Cendre de Laurent Gaudé, mise en scène Alain Sabaud
- 2006 : Richard III de William Shakespeare, mise en scène Philippe Sire
- 2007 : Le Barbier de Séville de Pierre Augustin Caron de Beaumarchais mise en scène Jean-François Le Garrec
- 2008 : La Cabale des dévots de Michail Boulgakov, mise en scène Thomas Blanchard, MC93 Bobigny
- 2008 : Le Mariage de Figaro de Pierre Augustin Caron de Beaumarchais mise en scène de Jean-François Le Garrec
- 2009 : Meurtre de la princesse juive d’Armando Llamas, mise en scène Julie Recoing
- 2013 : Italienne de Jean-François Sivadier, mise en scène de Thierry Jolivet

## Metteur en scène

### Art dramatique
- 2002 : Une offre d’emploi, adaptation libre du roman Amerika de Franz Kafka
- 2003 : Ah non, tu ne vas pas vomir, je ne t’ai pas épousé pour ça ! d’après Feu la mère de Madame de Georges Feydeau
- 2003 : Le Mal Joli de Georges Feydeau
- 2004 : Une Noce de Anton Tchekhov
- 2005 : On purge bébé de Georges Feydeau
- 2005 : Fiancés en herbe de Georges Feydeau
- 2005 : La vieille de Daniil Harms
- 2006 : Le Valet de cœur de Marina Tsvetaieva
- 2006 : Tous les garçons s'appellent Patrick, libre adaptation d’un scénario de Jean-Luc Godard/Éric Rohmer
- 2007 : Popper de Hanoch Levin, CDN de Valence, Théâtre de la Croix-Rousse
- 2007 : Reine de la Salle de bain de Hanoch Levin
- 2008 : L’ombre de Venceslao de Copi
- 2008 : Condamnés à vie, d’après deux monologues de Georges Feydeau
- 2009 : On purge bébé, de Georges Feydeau
- 2009 : Potroush de Hanoch Levin
- 2010 : Les Souffrances de Job de Hanoch Levin – Prix du Public Festival Impatience, Comédie de Saint-Étienne, Cameri Theatre de Tel Aviv, Théâtre de l'Odéon
- 2010 : Noce de Papier, adaptation libre de La Noce chez les petits bourgeois de Bertolt Brecht
- 2010 : Le Dodo de Yannick Jaulin, Théâtre du Rond-Point
- 2011 : Bérénice de Jean Racine, Nouveau théâtre d’Angers (CDN), Théâtre de la Croix-Rousse
- 2011 : Nous deux de Stéphane Jaubertie
- 2011 : Meurtres de la princesse juive de Armando Llamas
- 2011 : Liberté, Égalité, Fraternité, Théâtre de Sartrouville
- 2011 : Avant la nuit... cabaret monstrueux, d’après Hanoch Levin
- 2012 : Court-carnage d'après Hanoch Levin et Georges Feydeau
- 2013 : Tac de Philippe Minyana
- 2014 : L’Homme râleur d’après Georges Feydeau
- 2014 : Massacre à Paris de Christopher Marlowe au Théâtre de l'Elysée[10] avec les élèves du département théâtre du Conservatoire de Lyon
- 2014 : Plus forte la vie de Françoise Du Chaxel
- 2014-2016[11] : Les Fourberies de Scapin de Molière, Théâtre de la Croix-Rousse
- 2015 : Shakespeare in death, University of Minnesota Duluth, United States
- 2015 : Riquet, d'Antoine Herniotte, libre adaptation du conte Riquet à la houppe de Charles Perrault, sélectionné pour le IN du Festival d'Avignon
- 2016 : Pierre. Ciseaux. Papier. de Clémence Weill, texte lauréat du Grand Prix de littérature dramatique du CnT[12] Théâtre du Rond-Point
- 2016 : Les éprouvés de Pierre Notte, Création avec les habitant.es de Clamart
- 2017 : Un pied dans le crime d’Eugène Labiche, Esquisses d’été, Théâtre du Rond-Point
- 2017 : Margot d'après Massacre à paris de Christopher Marlowe, Théâtre des Céléstins
- 2018 : Ce que vous voudrez, d'après La nuit des rois de Shakespeare, avec la classe Labo du Conservatoire de Toulouse
- 2018 : Speed Leving d'Hanokh Levin dans une traduction de Laurence Sendrowicz, avec les élèves de l'ERACM au Théâtre de la Tempête, festival Off d'Avignon, Nissan nativ acting studio (Tel Aviv)
- 2019 : Le Barbier de Séville de Beaumarchais
- 2019 : Dom Juan de Molière
- 2020 : Une laborieuse entreprise d'Hanokh Levin, dans le cadre du festival Quai l'été par Le Quai - CDN Angers-Pays de la Loire
- 2021 : La véritable histoire de la Gorgone Méduse ou comment tuer un visage Béatrice Bienville, dans le cadre du DESC#1 du Quai - CDN Angers-Pays de la Loire
- 2022 : La Dame de chez (Céline) Maxim d'après Feydeau, avec la promotion 29 de l'ERACM
- 2022 : Amsterdam de Maya Arad Yasur, production déléguée Le Quai - CDN Angers-Pays de la Loire

### Art lyrique
- 2010 : L’enfant au coquillage de Damien Nédonchelle et Monique Lermusiaux, direction musicale Alain Jacquon, Théâtre des Célestins, Lyon
- 2013 : L'Orfeo de Claudio Monteverdi, dirigé par Leonardo García Alarcón, Opéra-théâtre de Saint-Étienne, Opéra de Reims, Bozart de Bruxelles

## Prix et récompenses
- 2010 : Prix du public du meilleur spectacle pour Les Souffrances de Job, Festival Impatience au Théâtre de l'Odéon